# Robert Byrd
Robert Carlyle Byrd (North Wilkesboro, 20 novembre 1917 – Falls Church, 28 giugno 2010) è stato un politico statunitense, senatore per lo stato della Virginia Occidentale dal 1959 al 2010 ed in precedenza membro della Camera dei Rappresentanti per lo stesso stato dal 1953 al 1959. Appartenente al Partito Democratico, dal 1989 alla morte ne è stato il senatore decano, per cui è stato più volte Presidente pro tempore del Senato durante i periodi in cui il suo partito vi ha detenuto la maggioranza, e, stante l'ultima composizione in cui è stato in carica, lo è stato anche al momento della sua morte. In questa veste, egli era dunque il terzo nella linea di successione presidenziale, dietro al Vicepresidente Joe Biden e alla Speaker della Camera dei Rappresentanti Nancy Pelosi, ed aveva l'incarico di firmare le leggi approvate dal Congresso subito prima d'essere sottoposte all'approvazione del Presidente.
Membro del Senato degli Stati Uniti per lo Stato della Virginia Occidentale dal gennaio 1959, detiene il record assoluto di permanenza ininterrotta in questo consesso; contando anche 6 anni (1953-1959) di servizio nella Camera dei Rappresentanti, si colloca al secondo posto assoluto della classifica di longevità politica nel Congresso, di cui è stato dal 2003 fino alla morte anche il membro più anziano.
Byrd ha militato durante tutta la sua lunga vita politica nel Partito Democratico, assumendovi spesso ruoli di leadership; ciò malgrado le sue posizioni non siano state sempre in linea con quelle del partito, soprattutto quando, negli anni 1960, sotto le presidenze Kennedy e Johnson, esso cambiò totalmente orientamento sulla questione dei diritti civili.

## La giovinezza

### In West Virginia
Byrd nacque col nome di Cornelius Calvin Sale, Jr. il 20 novembre 1917, a North Wilkesboro, piccolo centro della Carolina del Nord, nel cuore dei Monti Blue Ridge. Ad appena un anno di età perse la madre, Ada Mae Kirby, vittima dell'epidemia influenzale del 1918: fu così che, in seguito alle volontà della madre, Sale Jr. venne dato in affidamento a Vlurma e Titus Byrd, suoi zii, che gli donarono il loro cognome e dettero il nome Robert Carlyle.
Tutta la giovinezza di Byrd si sviluppò in Virginia Occidentale, in cui abitavano i suoi genitori adottivi: si diplomò col massimo dei voti alla Mark Twain High School, ove conobbe Erma Ora James, che sposò nel 1937. Frequentò poi diverse università dello Stato, svolgendo anche diversi lavori manuali, finché, nel 1946, iniziò la sua avventura politica, servendo dapprima nella Camera bassa (1947-50), quindi nel Senato (1951-52) della Virginia Occidentale, ed infine approdando a Washington come deputato alla Camera dei Rappresentanti. A Washington, Byrd proseguì gli studi universitari, fino alla laurea in giurisprudenza, conseguita solamente nel 1963, quando nel frattempo era già divenuto Senatore: egli è dunque sinora l'unico membro del Congresso ad aver iniziato e finito gli studi in legge durante il proprio mandato.

### L'adesione al Ku Klux Klan
Nel 1942 si iscrisse al Ku Klux Klan, partecipò in una parata a Matoaka, Virginia Occidentale: in questa esperienza fu forse influenzato da suo padre, che era un membro del Ku Klux Klan.
Nonostante in principio egli fosse entusiasta della sua appartenenza al Klan, ben presto egli si distaccò da esso, e già nel corso della campagna elettorale del 1952 affermò di «non avere interesse per il Klan». D'altra parte, però, continuò a sostenere fervidamente il segregazionismo e, almeno privatamente, a condividere alcune delle posizioni razziste del Klan.
Molti anni più tardi, in varie interviste e nella sua autobiografia Byrd dichiarò rimpianto per la sua adesione al KKK, giudicato «l'errore più grande della mia vita», chiedendo scusa «mille e più volte», ed attribuì l'errore alla giovane età ed alla conseguente «cieca e immatura ambizione».

## Al Congresso

### Una carriera imponente
Byrd iniziò il suo mandato come membro della Camera dei Rappresentanti il 3 gennaio 1953, come delegato del 6º distretto elettorale della Virginia Occidentale, prendendo il posto del collega di partito Erland Hedrick, che scelse di correre per la carica di Governatore dello Stato, senza successo. Venne in seguito rieletto altre 2 volte alla medesima carica, quindi nel 1958 sfidò il repubblicano William Revercomb per un seggio da Senatore, che vinse con ampio margine. Da allora in poi, non ha mai cessato di far parte della Camera alta statunitense, venendo rieletto altre otto volte, e sempre con almeno il 60% dei voti; nel 1976 corse senz'alcun avversario, prevalendo dunque in tutte e 55 le contee della Virginia Occidentale, cosa che si ripeté anche nel 1994 e nel 2000. Al momento, è dunque il primo Senatore a ricoprire ininterrottamente tale carica per più di 50 anni.
Ai numerosi record detenuti da Byrd già in precedenza citati, bisogna quindi aggiungere la permanenza sulla scena politica per più di 60 anni, senza mai perdere una sola elezione; il numero di voti espressi in Senato, superiore a 18000, grazie anche ad un tasso di partecipazione alle sedute che rasenta il 99%. Dal 19 novembre 2009, sorpassando Carl Hayden, al 7 giugno 2013, quando è stato superato in questa classifica dal rappresentante del Michigan John Dingell, è stato il parlamentare più a lungo in carica nella storia del Congresso statunitense. Per comprendere l'imponenza della carriera di Byrd, basti pensare che è stato l'ultimo Senatore ad aver votato sull'ammissione di uno Stato nell'Unione (Hawaii, marzo 1959), e soprattutto che, quando fece ingresso in Senato la prima volta, il Presidente Obama doveva ancora attendere anni prima di nascere.

### Oppositore dei diritti civili
Negli anni '60, quando più acceso si fece il dibattito sui diritti civili, Byrd parteggiò senza esitazioni per il mantenimento del segregazionismo, guadagnandosi il titolo di Dixiecrat, che designava gli esponenti del Partito Democratico, generalmente provenienti dagli Stati meridionali, i quali si opponevano all'estensione dei diritti civili agli afroamericani, contraddicendo la linea del loro stesso partito.
Con tali premesse, non stupisce quindi che Byrd fu uno dei Senatori più attivi nell'ostruzionismo al Civil Rights Act del 1964, che venne bloccato in Senato per ben 83 giorni, anche grazie ad un famoso intervento di Byrd, durato ben 14 ore e di cui in seguito si pentì. Nonostante ciò, la legge fu alla fine approvata a larga maggioranza, essendo favorevoli sia i Democratici del Nord che massima parte dei Repubblicani, all'opposizione.
L'anno seguente, Byrd fu contrario anche al Voting Rights Act, che estese definitivamente il diritto di voto agli afroamericani, mentre votò a favore del Civil Rights Act del 1968. A partire da quegli anni, abbandonò le sue idee segregazioniste, sia per convinzioni religiose - egli era un devoto battista - che per opportunità politica. Nel 2005, infine, ammise:

### Attività parlamentari
Byrd cominciò nel 1967 ad assumere incarichi di leadership nel suo partito, divenendo segretario del gruppo democratico al Senato; dal 1971 fu Vicecapogruppo (Whip), ed infine nel 1977 divenne Capogruppo, prevalendo su Hubert Humphrey. Per ben 12 anni, fino al 1989, Byrd fu dunque il leader della delegazione democratica al Senato, che detenne la maggioranza nei periodi 1977-81 e 1987-89, rimanendo invece all'opposizione negli anni 1981-87.
Byrd era noto per incanalare consistenti quantità di denaro pubblico dal bilancio federale verso il suo Stato, la Virginia Occidentale, uno dei più poveri di tutta l'Unione. Questa sua continua attività, nota negli Stati Uniti col termine spregiativo di pork barreling (traducibile in italiano come 'manovre elettoralistiche'), gli procurò il poco lusinghiero soprannome di King of Pork; d'altra parte, egli stesso la considerava come un merito, attribuendosi piuttosto l'affettuoso titolo di Gran Papà del suo Stato.
Essendo stato in carica per più di 50 anni, Byrd conosceva alla perfezione le procedure parlamentari, ed in passato fece spesso ricorso a cavilli d'ogni genere per procurare vantaggi alla propria parte politica, specialmente quando era leader della maggioranza.
Benché si sia laureato solamente in tarda età, Byrd ha sempre avuto un particolare riguardo per l'istruzione pubblica, ed in particolar modo la tutela dei più meritevoli. Se già nel 1969, infatti, egli lanciò una serie di borse di studio per i valenti appena usciti dalle High Schools della Virginia Occidentale, nel 1985 fece istituire dal Congresso una borsa di studio federale, l'unica del suo genere in tutta la nazione, che in suo onore porta appunto il nome di Robert C. Byrd: essa è assegnata unicamente sulla base del merito scolastico, ed ammonta attualmente a 1500$ annuali, per un massimo di 4 anni.
Grande appassionato di storia nazionale, Byrd ne ha propagandato attivamente la diffusione nelle scuole, stimolando con consistenti investimenti pubblici (anche 120 milioni di dollari all'anno) una migliore preparazione degli insegnanti, mediante appositi corsi d'approfondimento in cooperazione con università e musei. Inoltre, egli stesso ha intrapreso l'attività di storico, tenendo una lunga serie di discorsi in Senato sulla Storia della Repubblica romana, spiegando come le sue istituzioni abbiano ispirato il pensiero dei Padri fondatori, e su quella dello stesso Senato degli Stati Uniti. Questi discorsi sono stati poi raccolti in due serie di volumi, i quali hanno raccolto numerosi premi da prestigiose società storiografiche americane.
Cosciente della potenza dei nuovi mezzi d'informazione, Byrd si batté a lungo, sin dalla fine degli anni '70, affinché le sedute del Senato venissero trasmesse in diretta in televisione, cosa che avvenne però solamente nel giugno 1986, con ben 7 anni di ritardo rispetto alla Camera dei Rappresentanti.
Nel luglio 2001 tenne in Senato un accalorato discorso contro le «crudeltà» subite dagli animali negli «allevamenti industriali guidati dal profitto», facendo così in modo che questo tema fosse affrontato dal Congresso per la prima volta dopo decenni. Nel discorso affermò fra l'altro:
Nonostante l'età e la salute malferma, nel dicembre 2009 non è venuto meno a nessuna delle votazioni tenutesi in Senato sulla riforma sanitaria proposta dal Presidente Obama, contribuendo in maniera decisiva al passaggio della legge. In occasione del voto finale, tenutosi la mattina del 24 dicembre, dando il proprio assenso ha ricordato il suo collega ed amico di lunga data Ted Kennedy, storico sostenitore della riforma, da poco scomparso.

## Posizioni politiche

### Politiche sociali

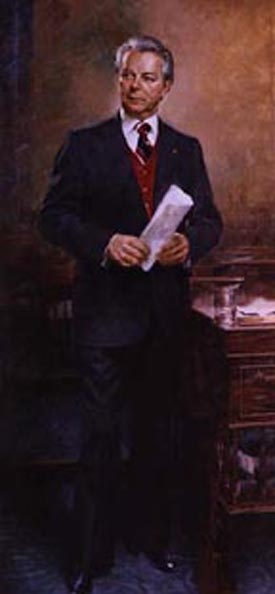
Ritratto di Robert Byrd.

Definito a buon diritto un Dixiecrat, Byrd ha mantenuto un profilo più conservatore, rispetto all'orientamento prevalente nel Partito Democratico, sul tema delle politiche sociali. Egli era infatti fortemente contrario al matrimonio fra persone dello stesso sesso, e nel 1993 si oppose alla proposta dell'Amministrazione Clinton di permettere agli omosessuali di servire nell'esercito; si opponeva anche a politiche contro la discriminazione come l'Affirmative action. Inoltre, in anni recenti ha appoggiato la nomina, da parte del Presidente Bush, di giudici della Corte Suprema di indirizzo conservatore, come John Roberts (diventatone successivamente il capo) e Samuel Alito.
D'altra parte, sul tema dell'aborto appartenne al campo dei pro-choice, anche se in talune occasioni ha votato a favore di restrizioni di tale pratica, come nel caso del Partial-birth abortion, una forma di aborto effettuata in tarda gravidanza, la cui messa al bando, risalente al 2003, lo ha trovato favorevole.
Nonostante tutto ciò, l'organizzazione non governativa ACLU, impegnata nella difesa dei diritti civili e delle libertà individuali negli Stati Uniti, ha valutato l'azione politica di Byrd in questo campo con un punteggio di 67, su una scala da 0 a 100.

### Politiche razziali
Dopo gli anni '60 e le battaglie per i diritti civili, in cui difese il segregazionismo, Byrd cambiò completamente atteggiamento, denunciando più volte il suo passato comportamento, sia in pubblico che in privato, come il più grave errore della sua vita. Tale radicale mutamento d'opinione trae origine, secondo Byrd, da forti influenze religiose - in particolare da parte della madre - e dal grande impatto emozionale seguito alla morte, nel 1982, di un suo giovane nipote in un incidente automobilistico.
Egli, comunque, rimane l'unico Senatore ad essersi opposto alle nomine a Giudici della Corte Suprema sia di Thurgood Marshall nel 1967, sia di Clarence Thomas nel 1991, entrambi giuristi di colore: nel primo caso, Byrd si giustificò accusando Marshall di simpatie comuniste, nel secondo invece fu egli stesso a tacciare Thomas di razzismo, a seguito di alcune sue affermazioni sui bianchi, ritenute offensive e oramai fuori luogo negli anni '90. Si è poi opposto, nel 2005, anche alle nomine di Janice Rogers Brown a Giudice Federale, e soprattutto di Condoleezza Rice a Segretario di Stato, motivando però il voto contrario col profondo dissenso sulla conduzione della Guerra al terrorismo, in particolare in Iraq, rispetto all'Amministrazione Bush:
Malgrado ciò, la NAACP, una delle principali e più antiche associazioni di tutela degli afroamericani, lo valuta in modo lusinghiero, osservando che, specialmente negli ultimi anni, egli ha quasi sempre votato, su leggi riguardanti politiche razziali, in modo conforme alla posizione dell'organizzazione. Inoltre, Byrd nutriva una forte ammirazione per Martin Luther King, che ha avuto il merito, a suo dire, di individuare, nel suo celebre discorso dell'"I have a dream", il vero Sogno americano.

### Guerra d'Iraq
Byrd si è sin da principio opposto con grande risolutezza alla guerra irachena, negando innanzitutto il diritto degli Stati Uniti, pur colpiti dagli attentati dell'11 settembre, di fomentare una guerra preventiva contro l'Iraq, quindi valutandone l'esito tutt'altro che scontato e denunciando con parole profetiche, ancora prima dell'inizio delle operazioni militari, la sottovalutazione dello sforzo richiesto per «vincere la pace»:
ed ancora, allo scoppio del conflitto:
in seguito, egli approfondì ancor più il suo dissenso dall'Amministrazione Bush, arrivando ad attaccare più volte direttamente il Presidente, definito un «impiegato travestito da guerriero», un «imperatore senz'abiti», e denunciando da un lato la sua politica di sopraffazione nei confronti del Senato e dei suoi poteri di controllo, dall'altro gli stessi suoi colleghi Senatori, definiti «pecoroni» incapaci di montare una seria opposizione contro una guerra «basata su falsità».
Dei suoi oltre 18000 voti espressi in Senato, Byrd definì il suo Nay (contrario) all'autorizzazione alla guerra irachena come quello di cui andava maggiormente orgoglioso.

### L'Amministrazione Obama
Nel 2008 Byrd sostenne senza riserve la candidatura di Barack Obama alla Presidenza, e ciò risulta notevole non solo tenendo conto del suo passato segregazionista, ma anche del fatto che tale endorsement veniva appena una settimana dopo le primare del suo Stato, la Virginia Occidentale, in cui Hillary Clinton aveva prevalso con uno scarto di ben 40 punti percentuali. Comunque, malgrado il suo impegno e la sua straordinaria popolarità, Byrd alle elezioni di novembre non riuscì a guadagnare ad Obama il suo Stato, che fu vinto - unico di tutto il Nord - da John McCain con ampio margine.
Come visto, Byrd era un fiero sostenitore dell'equilibrio dei poteri ed era portato a vedere con sospetto qualunque tentativo da parte dell'esecutivo di accrescere le proprie competenze. Tale atteggiamento non è mutato con l'Amministrazione Obama, di cui ha criticato certe tendenze accentratrici in una lettera al Presidente, spiegando di nutrire molta fiducia in lui ma ben poca in alcuni suoi collaboratori, definiti «zar» dal comportamento non trasparente. Fra questi, con ogni probabilità rientra soprattutto Timothy Geithner, Segretario al Tesoro, alla cui nomina si è opposto, assieme a soli altri 2 colleghi del gruppo democratico, accusandolo di incompetenza e negligenza.
Inoltre, coerentemente con le posizioni espresse sotto l'Amministrazione Bush, Byrd era fra quei democratici che temevano che il piano di ritiro dei soldati americani dall'Iraq elaborato da Obama, benché una mossa nella giusta direzione, fosse comunque insufficiente, contestando soprattutto la permanenza di ben 50000 militari statunitensi nella zona del Golfo Persico anche dopo il termine del 31 agosto 2010.

## Problemi di salute e morte

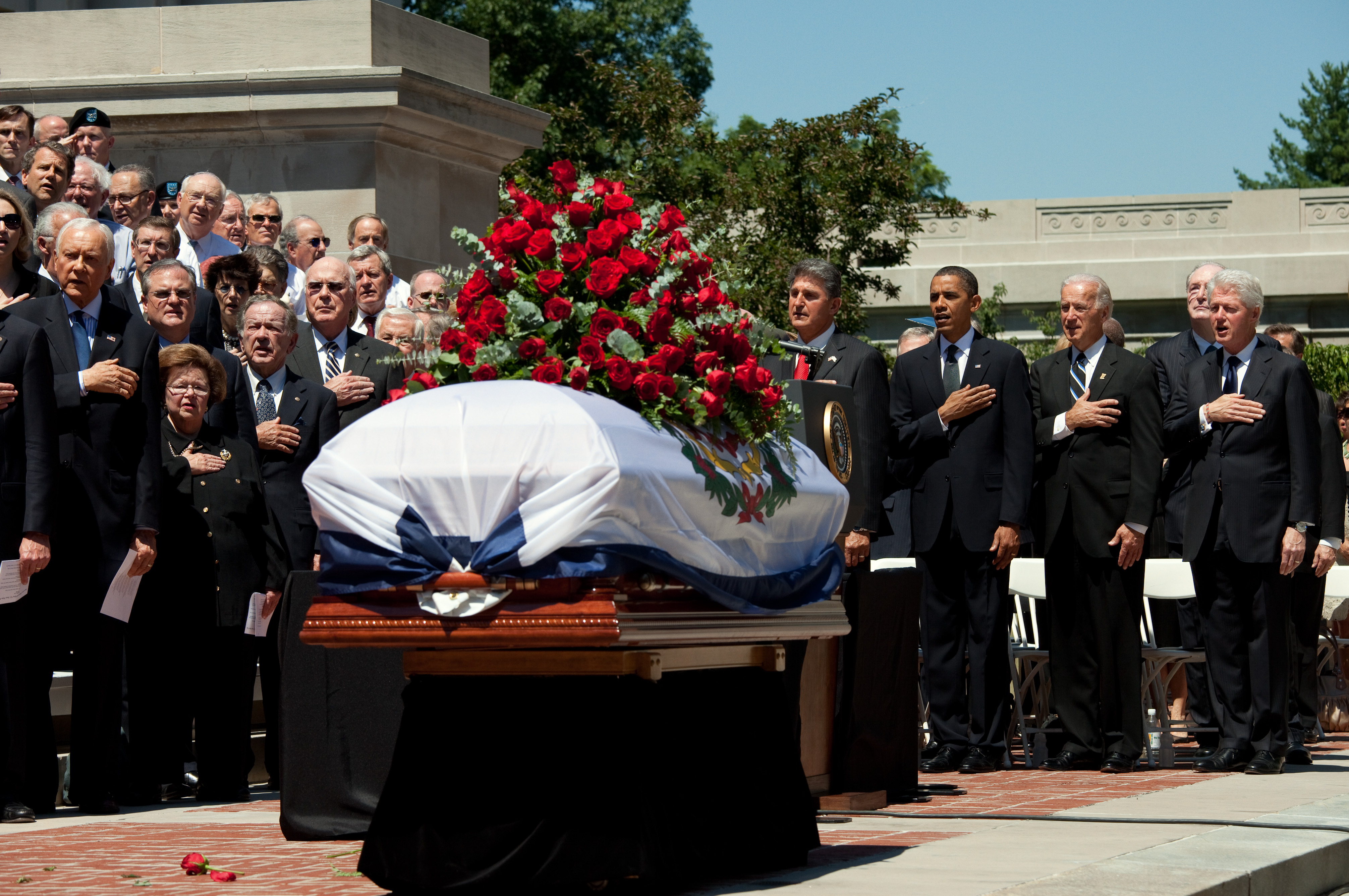
Il Presidente degli Stati Uniti Barack Obama, il Vicepresidente Joe Biden, l'ex Presidente Bill Clinton, il Governatore della West Virginia Joe Manchin e alcuni membri del Congresso partecipano al funerale del Senatore Byrd presso il Campidoglio della West Virginia a Charleston, il 2 luglio 2010.

L'ultranovantenne Byrd nel 2008 è stato ricoverato in ospedale 3 volte nel giro di pochi mesi, in origine a causa di una caduta sofferta tra le mura di casa il 25 febbraio, che comunque non ha comportato fratture. Per la fine di giugno poteva dirsi completamente ristabilito, e riprese regolarmente a sedere in Senato.
Nel 2009 ha ancora trascorso in ospedale la seconda metà di maggio e tutto il mese di giugno a seguito di un'infezione da staffilococco.
Negli ultimi tempi, egli ha molto sofferto per la salute del suo fraterno amico e collega Ted Kennedy, colpito nel maggio 2008 da un cancro al cervello: avuta la notizia, Byrd pronunciò un breve ma intenso discorso in Senato, in cui, più volte interrotto dalle lacrime, espresse tutto il suo dolore e la sua vicinanza alla famiglia. In seguito, quando il Senatore Kennedy ebbe un forte malore il 20 gennaio 2009, in occasione dell'insediamento di Barack Obama, lo stesso Byrd, seduto al medesimo tavolo, si sentì male per l'emozione e dovette abbandonare i festeggiamenti. Infine, alla morte di Kennedy, avvenuta il 25 agosto 2009, Byrd salutò commosso la perdita del suo «miglior amico in Senato».
Ricoverato alcuni giorni prima in un ospedale di Falls Church, Virginia, a pochi chilometri da Washington, il 27 giugno 2010 ne è stata rivelata la sua degenza, inizialmente motivata da disidratazione; le sue condizioni si sono tuttavia aggravate poco dopo, fino alla morte sopravvenuta nel corso della notte seguente. La sua morte è stata subito accolta con dolore dal mondo politico degli Stati Uniti, a partire dallo stesso Presidente Barack Obama, che lo ha definito «una voce di principio e ragionevolezza», rimarcando inoltre la sua passione politica, il suo rispetto per i colleghi di ogni schieramento e la sua affabile disponibilità.

## Risultati nelle elezioni del Congresso
| Anno | Istituzione |  | Uscente        | Partito     | Voti    | %    |  | Sfidante              | Partito      | Voti    | %   |  | Sfidante        | Partito        | Voti   | %  |
| ---- | ----------- |  | -------------- | ----------- | ------- | ---- |  | --------------------- | ------------ | ------- | --- |  | --------------- | -------------- | ------ | -- |
| 1952 | Camera      |  | Robert C. Byrd | Democratico | 104,387 | 56%  |  | Latelle M. LaFollette | Repubblicano | 83,429  | 44% |  |                 |                |        |    |
| 1954 | Camera      |  | Robert C. Byrd | Democratico | 73,535  | 63%  |  | Pat B. Withrow, Jr.   | Repubblicano | 43,685  | 37% |  |                 |                |        |    |
| 1956 | Camera      |  | Robert C. Byrd | Democratico | 99,854  | 57%  |  | Cleo S. Jones         | Repubblicano | 74,110  | 43% |  |                 |                |        |    |
| 1958 | Senato      |  | Robert C. Byrd | Democratico | 381,745 | 59%  |  | W. Chapman Revercomb  | Repubblicano | 263,172 | 41% |  |                 |                |        |    |
| 1964 | Senato      |  | Robert C. Byrd | Democratico | 515,015 | 68%  |  | Cooper P. Benedict    | Repubblicano | 246,072 | 32% |  |                 |                |        |    |
| 1970 | Senato      |  | Robert C. Byrd | Democratico | 345,965 | 78%  |  | Elmer Dodson          | Repubblicano | 99,658  | 22% |  |                 |                |        |    |
| 1976 | Senato      |  | Robert C. Byrd | Democratico | 566,359 | 100% |  | Nessun candidato      |              |         |     |  |                 |                |        |    |
| 1982 | Senato      |  | Robert C. Byrd | Democratico | 387,170 | 68%  |  | Cleve Benedict        | Repubblicano | 173,910 | 31% |  | William Hovland | Socialista     | 4,234  | 1% |
| 1988 | Senato      |  | Robert C. Byrd | Democratico | 410,983 | 65%  |  | M. Jay Wolfe          | Repubblicano | 223,564 | 35% |  |                 |                |        |    |
| 1994 | Senato      |  | Robert C. Byrd | Democratico | 290,495 | 69%  |  | Stanley L. Klos       | Repubblicano | 130,441 | 31% |  |                 |                |        |    |
| 2000 | Senato      |  | Robert C. Byrd | Democratico | 469,215 | 78%  |  | David T. Gallaher     | Repubblicano | 121,635 | 20% |  | Joe Whelan      | Libertario     | 12,627 | 2% |
| 2006 | Senato      |  | Robert C. Byrd | Democratico | 296,276 | 64%  |  | John Raese            | Repubblicano | 155,043 | 34% |  | Jesse Johnson   | Mountain Party | 8,565  | 2% |